# Palais du Miroir
Le palais du Miroir à Saint-Romain-en-Gal, est un vestige de thermes romains de l'ancienne cité romaine de Vienna Allobrogum situé sur la rive droite du Rhône.

## Situation
Le bâtiment se trouve au sud du site archéologique de Saint-Romain-en-Gal, qui comprend aussi d'autres vestiges : il existait à l'époque un grand complexe thermal dont faisait aussi partie les thermes des Lutteurs.
Il est près du bord Est de la voie antique.

## Histoire
Le palais, repéré par Prosper Mérimée, est classé en 1840 sur la première liste des monuments historiques . 
Vers 1827-1828, il a livré la statue de la Vénus de Vienne, femme nue, accroupie prête à aller, ou sortant du bain.

## Pour approfondir